# Shiki no Miko
Shiki no Miko (japanisch 志貴 皇子; geboren etwa 668; gestorben 1. September 716) war ein japanischer kaiserlicher Prinz und Poet. Er war während der Fujiwara-Kyo-Ära zur gleichen Zeit wie Kakinomoto no Hitomaro (660–720) aktiv und ist in der Gedichtsammlung Man’yōshū vertreten.

## Leben und Wirken
Shiki no Miko war Sohn des Kaisers Tenji. Seine Mutter ist Koshimichi no Kimi no Iratsume. Er war der Vater des letzten Tennō der Nara-Zeit, nämlich Kōnin, und wurde ihm zu Ehren auch Tennō Kasuganomiya (春日宮天皇) bzw. Kaiser Tahara genannt. Er war unter anderem der Vater des Man’yō-Dichters Yuhara no Okimi (湯原 王). Es wird angenommen, dass er in der Temmu-Ära bereits die Volljährigkeit erreicht hatte und im Mai 679 an der Zusammenkunft der mächtigen Prinzen im Yoshino-Palast (吉野宮) teilnahm.
Allerdings scheint Shiki no Miko in der darauffolgenden Jitō-Ära (持統) keine große Karriere gemacht zu haben. Im Juni 689 wurde er zwar zum „Yokikoto Erabutsushi“ (撰善言司), also zu einem Regierungsbeamten zur Verwaltung guter Bücher ernannt,  hatte aber keine anderen wichtigen Positionen inne.
Obwohl die Zahl der Tanka-Gedichte mit nur 6 gering ist, gibt es viele ausgezeichnete Werke, insbesondere „Der Frühling wird kommen, wenn der Adlerfarn auf dem Steinfarn sprießen wird“ aus dem Band 8 hat einen hellen, schwungvollen, fließenden Rhythmus und ist bei den Menschen sehr beliebt. Es gibt auch Lieder, die sanft und zart sind, und Lieder, die voller Witz sind. Darüber hinaus enthält der zweite Band eine Elegie, die aus langen und kurzen Gedichten aus dem Dorf Kasanokana (笠金村) besteht und den Tod des Prinzen betrauert.